# Megachile monstrosa
Megachile monstrosa är en biart som beskrevs av Smith 1868. Megachile monstrosa ingår i släktet tapetserarbin, och familjen buksamlarbin. Inga underarter finns listade i Catalogue of Life.